# Histoire de l'adultère
 (juin 2025).
Motif : Pas de sources.
- Archive Wikiwix
- Bing
- Cairn
- DuckDuckGo
- E. Universalis
- Gallica
- Google
- G. Books
- G. News
- G. Scholar
- Persée
- Qwant
- (zh) Baidu
- (ru) Yandex
- (wd) trouver des œuvres sur Wikidata

| 1. | Préciser le motif de la pose du bandeau. | Précisez le motif de la pose du bandeau en utilisant la syntaxe suivante : {{admissibilité à vérifier\|date=juin 2025\|motif=remplacez ce texte par le motif}}                              |
| 2. | Informer les utilisateurs concernés.     | Pensez à avertir le créateur de l'article, par exemple, en insérant le code ci-dessous sur sa page de discussion : {{subst:avertissement admissibilité à vérifier\|Histoire de l'adultère}} |

L'ouvrage Histoire de l'adultère apporte le point de vue de deux historiennes de l'art, rétrospective sur le thème de l'adultère dans la civilisation occidentale.

## Présentation de l'ouvrage
Le livre donne en 215 pages un panorama couvrant les arts picturaux, la littérature et les associations religieuses et juridiques liées étroitement au thème.
Il désamorce d'entrée de jeu dans l'introduction toute possibilité de traiter le thème de manière équilibrée entre les genres, compte tenu du caractère spécifique à la condition féminine qui ne souffre pas d'équivalent masculin dans l'Occident actuel.
La thèse est donnée que l'adultère et sa perception par les autorités régaliennes est un moyen de coercition dans la plupart des époques que la civilisation occidentale, sous ses diverses formes, a traversées.
Il se conclut sur une relativisation de ce propos après avoir décrypté bien des images de la femme non conformistes présentées dans cet intéressant travail de recherche iconographique qui accompagne le texte et le renforce par des analyses.

## Chronologie présentée

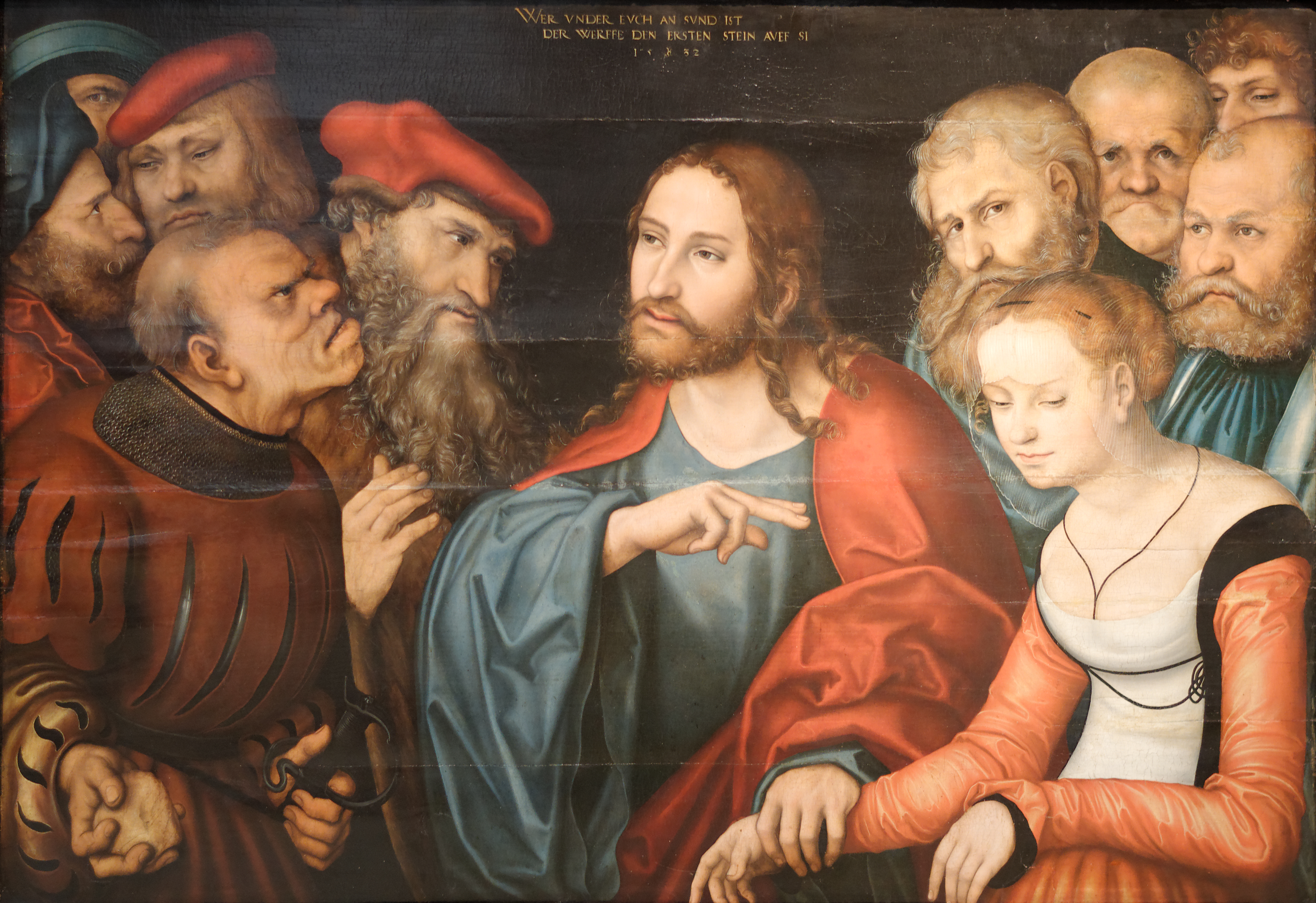
Le Christ et la femme adultère, Lucas Cranach l'Ancien.

1. une faute contre la Cité - l'adultère en Grèce ;
2. la loi Julia sur l'adultère le punit - l'adultère selon le droit romain ;
3. le difficile triomphe de la monogamie - l'adultère dans la Bible ;
4. un nouvel art d'aimer ? - l'amour courtois médiéval ;
5. chaudes colles et flagrants délits  - la machine judiciaire sous l'Ancien Régime ;
6. les confesseurs face à l'adultère - dix siècles de pénitence ;
7. «l'adultère, une espièglerie !» -  le libertinage au XVIIIe siècle ;
8. «ciel, mon mari !» - romantisme et angélisme ;
9. Hester, Anna, Emma - la révolte des femmes au XIXe siècle ;
10. un nouvel ordre amoureux  - à l'aube de l'an 2000.